# Исторически музей (Мелник)
Музей за историята на град Мелник е филиал на Археологически музей Сандански. Той е сред Стоте национални туристически обекта.
От 1968 година до началото на 90-те години на ХХ век, музеят е разположен в известната Пашова къща, построена в началото на XIX век. По-късно експозицията е преместена в друга сграда, която е обновена през 2015 година.
Музеят има етнографска експозиция, свързана с бита, културата и основния поминък на българите от Пиринска Македония – винарството. Изложени са находки от региона, датирани към всички епохи от праисторията до новото време. В богата експозиция е представен градският тип култура и бит на гръцките фамилии в Мелник през Възраждането. Интересен е акцентът към артефакти, свързани с винопроизводството – мелнишки бъчви, аксесоари и снимки, свързани с обработката и съхраняването на мелнишкото вино.
От 1992 година в музея се съхраняват около 5000 експоната.